# Michael Nolan
Pour les articles homonymes, voir Nolan.
Michael Patrick Nolan, baron Nolan, (10 septembre 1928 - 22 janvier 2007) est juge du Royaume-Uni et, de 1994 à 1997, est le premier président du Comité des standards de la vie publique (en).

## Jeunesse et vie privée
Nolan est le fils de James Nolan, un avocat, et de sa femme, Jane Nolan. La famille de son père quitte le comté de Kerry au milieu du XIXe siècle. Lord Nolan cite ses parents comme « les premières et les plus importantes influences sur ma vie ». La famille Nolan vit à Bexhill-on-Sea. Lui, son frère aîné, James « Jim » Nolan (décédé en 2001) et ses neveux, James, Rossa et Luke, ont tous fréquenté le Ampleforth College.
Après deux ans de service national dans la Royal Artillery, de 1947 à 1949, il étudie le droit au Wadham College, à Oxford, où il reçoit une bourse honorifique en 1992. Il est le contemporain à Oxford de Patrick Mayhew et Stephen Tumim, tous deux devenus des amis proches.
Il épouse Margaret Noyes, qu'il rencontre à Oxford, en 1953. Elle est la fille cadette du poète Alfred Noyes. Ils ont un fils et quatre filles. Ils gardent une résidence secondaire sur la Côte d'Azur.

## Carrière juridique
Nolan est admis au barreau du Middle Temple en 1953 et se spécialise en droit fiscal. Il devient Conseiller de la reine (QC) en 1968 et est admis au Barreau d'Irlande du Nord en 1974, devenant par la même occasion un QC en Irlande du Nord. Il est membre du Barreau de 1973 à 1974 et membre du Sénat des Inns of Court de 1974 à 1980. Il devient conseiller au Middle Temple en 1975. Il est membre du Sandilands Committee on Inflation Accounting de 1973 à 1975.
Il est greffier à la Cour de la Couronne dans le Kent de 1975 à 1982, date à laquelle il est nommé juge de la Haute Cour et affecté à la Division du Banc de la Reine, recevant le titre de chevalier coutumier. En 1984, pendant la grève des mineurs, il accorde des injonctions au National Coal Board pour empêcher le Syndicat national des mineurs d'utiliser des piquets volants. Il est juge président du Western Circuit de 1985 à 1988.
Il est promu à la Cour d'appel en 1991 et rejoint le Conseil privé. Il juge des appels dans de nombreuses affaires très médiatisées, notamment l'affaire intentée par des proches des spectateurs de football décédés à Hillsborough en 1989, et dans l'affaire visant à réexaminer la décision de ne pas engager de poursuites après le désastre de la marquise en 1989.
Il siège avec le Master of the Rolls, Lord Donaldson of Lymington, dans M v Home Office, déclarant le ministre de l'Intérieur Kenneth Baker coupable d'outrage au tribunal après avoir refusé de ramener un demandeur d'asile du Zaïre, où il avait été expulsé contrairement à un ordonnance judiciaire antérieure. Il siège également à la Cour d'appel qui annule la condamnation de Judith Ward pour implication dans un attentat contre un entraîneur sur le M62 en 1974.
Après un peu plus de deux ans à la Cour d'appel, il est promu à la Chambre des lords en janvier 1994, devenant Lord of Appeal in Ordinary et recevant une pairie à vie avec le titre de baron Nolan, de Brasted dans le comté de Kent. Il prend sa retraite en tant que magistrat en 1998.

## Standards de la vie publique
Lord Nolan préside le Comité sur les normes de la vie publique de 1994 à 1997. Le comité est créé à la fin de 1994 par le gouvernement de John Major après l'affaire de l'argent contre des questions et mène de nombreuses autres enquêtes. Son premier rapport en 1995 créé des remous en recommandant une divulgation complète des intérêts extérieurs des députés. Il produit également un rapport sur les normes de conduite dans les collectivités locales en juillet 1997.
Les principes incarnés et articulés dans le premier rapport sont depuis devenus ancrés dans la vie publique en Grande-Bretagne et sont souvent appelés de manière éponyme les Principes de Nolan.

## Fin de carrière
Nolan continue à jouer un rôle public pendant sa retraite. En 2000, à la demande du cardinal Cormac Murphy-O'Connor, il enquête sur la question des prêtres pédophiles dans le rapport Nolan.
Il est également chancelier de l'université de l'Essex de 1997 à 2002, lieutenant adjoint de Kent et chevalier de Saint-Grégoire.
À la retraite, Lord Nolan souffre d'une maladie dégénérative non précisée, et meurt en 2007 à 78 ans.